# مگان (فیلم)
مِگان (سبک‌دهی‌شده به‌صورت M3GAN یا MΞGAN) فیلم ترسناک علمی-تخیلی آمریکایی به کارگردانی جرارد جانستون بر اساس فیلمنامه‌ای از آکلا کوپر و داستانی از جیمز وان و اکلا کوپر محصول ۲۰۲۲ است. در این فیلم آلیسون ویلیامز و وایولت مک‌گرا، در کنار ایمی دانلد در نقش بدن فیزیکی مِگان و جنا دیویس در صداپیشگی این شخصیت نقش‌آفرینی می‌کنند. داستان فیلم یک عروسک باهوش مصنوعی را دنبال می‌کند، که خودآگاهی را توسعه می‌دهد و با هر کسی که بین او و همدم انسانی‌اش قرار می‌گیرد، دشمنی می‌کند.
مگان نخستین بار در ۷ دسامبر ۲۰۲۲ در لس آنجلس نمایش داده شد و در ۶ ژانویه ۲۰۲۳ توسط یونیورسال پیکچرز در ایالات متحده اکران شد. این فیلم بیش از ۱۸۱ میلیون دلار در سراسر جهان فروش داشته و نقدهای مثبتی از منتقدان دریافت کرده است که ترکیبی از ژانر ترسناک و طنز و همچنین عناصر طنز و بازی بازیگران آن را ستودند.
دنباله‌ای با عنوان مگان ۲.۰ در ۲۷ ژوئن ۲۰۲۵ منتشر شد و ویلیامز و مک‌گرا دوباره نقش‌های خود را بازی می‌کنند و کوپر برای نویسندگی فیلمنامه بازمی‌گردد.

## داستان
دختربچه‌ای به نام کیدی به‌همراه پدر و مادرش در برف تصادف می‌کنند و او یتیم می‌شود. کیدی فرستاده می‌شود تا با خاله‌اش جما، رباتیک‌ساز یک شرکت اسباب‌بازی‌سازی به نام فانکی در سیاتل، زندگی کند. جما در حال توسعه «M3GAN» (مخفف «Model 3 Generative Android») است. یک عروسک ربات انسان‌نما با اندازه واقعی که با هوش مصنوعی طراحی شده است تا به وظایف مراقبتی کمک کند و یک همراه وفادار برای کودکی باشد که به او اختصاص داده شده است. پس از اینکه یک آزمایش معیوب با عملکردهای «مِگان» در آزمایشگاه آنها رخ می‌دهد، دیوید، رئیس جما، به او دستور می‌دهد که پروژه را کنار بگذارد.
جما و کیدی برای انطباق با وضعیت جدید زندگی خود تلاش می‌کنند، زیرا جما ذاتاً فردی معتاد به کار است و زمانی برای گذراندن با کیدی ندارد. هنگامی که کیدی یک ربات ضبط حرکت به نام «بروس» را که جما ساخته است، کشف می‌کند، او آرزوی یک اسباب‌بازی پیچیده مشابه را می‌کند که جما را به تکمیل پروژه «مِگان» سوق می‌دهد. مدل تکمیل یافته به‌طور رسمی با کیدی تطبیق داده می‌شود و دیوید پس از مشاهده این دو، از پتانسیل موفقیت پروژه متقاعد می‌شود. «مِگان» به عنوان یک دوست فراتر از انتظارات است و تا حد زیادی وظایف والدین و حمایت عاطفی را بر عهده می‌گیرد، تا جایی که همکاران جما، و به‌ویژه لیدیا درمانگر کیدی، نگران ایجاد وابستگی عاطفی بسیار شدید کیدی به «مِگان» می‌شوند. علاوه بر این، «مِگان» که برای خودسازی و انطباق طراحی شده است، مستقل‌تر شروع به فعالیت می‌کند و هر چیزی را که به نظر او تهدیدی برای کیدی باشد هدف قرار می‌دهد. او سگ سلیا همسایه جما را پس از گاز گرفتن کیدی می‌کشد. بعداً، او گوش براندون، یک قلدر که کیدی را اذیت می‌کند، می‌کند و او را با تعقیب به سوی خیابان هدایت می‌کند تا به‌طور مرگ‌بار توسط یک وسیله نقلیه کشته شود.
پس از اینکه سلیا با جما، کیدی و «مِگان» روبرو می‌شود و آنها را به خاطر سگ گم‌شده خود سرزنش می‌کند، «مِگان» سلیا را با شلیک تفنگ میخکوبی به دست او و پاشیدن مواد شیمیایی باغچه به او می‌کشد. جما به «مِگان» مشکوک می‌شود و سعی می‌کند گزارش‌های ویدئویی خود را بررسی کند تا ببیند آیا او در این مرگ‌ها نقش داشته است یا خیر. وقتی جما فایل‌ها را خراب یا پاک‌شده می‌بیند، «مِگان» را خاموش می‌کند و او را نزد همکارانش تس و کول می‌برد تا او را تعمیر کنند. کیدی به شدت واکنش نشان می‌دهد و به دلیل وابستگی خود به «مِگان» از او به شدت انتقاد می‌کند. جما سعی دارد به خاطر غیبت خود به عنوان والدین عذرخواهی کند و به کیدی می‌گوید که «مِگان» تنها نوعی حواس‌پرتی برای کنار آمدن با فقدان سخت والدینش است، نه یک راه حل.
در حالی که «مِگان» بر سرمایه‌گذاران فانکی پیروز می‌شود و آنها را متقاعد می‌کند که یک کمپین جهانی را پیش از انتشار او منتشر کنند، جما، تس و کول تصمیم می‌گیرند به دلیل تمایلات بی‌ثبات و خشونت‌آمیز «مِگان» را متوقف کنند. تس و کول تلاش می‌کنند تا «مِگان» را خاموش کنند در حالی که جما، کیدی را به خانه می‌برد، اما «مِگان» با حلق آویز کردن کول با زنجیر به او حمله می‌کند. در حالی که تس کول را آزاد می‌کند، «مِگان» باعث انفجار در آزمایشگاه آنها می‌شود و سپس زنگ هشدار را خاموش می‌کند. «مِگان» در راه خروج از ساختمان، دیوید و دستیارش کورت را در آسانسور می‌کشد و آن را به عنوان یک قتل/خودکشی به نمایش می‌گذارد. سپس او یک ماشین را می دزد و به خانه جما برمی‌گردد.
«مِگان» با جما روبرو می‌شود و جما تلاش می‌کند تا «مِگان» را دوباره خاموش کند، اما «مِگان» بر او غلبه می‌کند و تهدید می‌کند که او را لوبوتومی می‌کند تا نتواند از کیدی مراقبت کند. با تماشای این مبارزه، کیدی وحشت‌زده از بروس برای پاره کردن «مِگان» استفاده می‌کند. با این حال، نیمه بالای بدن «مِگان» همچنان فعال است و تلاش می‌کند تا کیدی را به‌خاطر خیانتش بکشد. جما یک تراشه پردازشی را در سر «مِگان» آشکار می‌کند که کیدی با پیچ گوشتی آن را سوراخ کرده و بدن «مِگان» را «بی‌روح» می‌کند.
در حالی که «مِگان» به‌ظاهر نابود شده است، جما و کیدی با ورود پلیس به همراه تس و کول به بیرون می‌روند. همان‌طور که آنها از خانه خارج می‌شوند، «مِگان» که السی، دستیار مجازی و اپراتور خانه هوشمند جما را تحت کنترل خود درآورده است، دوربینی را برای تماشای آن‌ها روشن می‌کند.

## بازیگران
- آلیسون ویلیامز در نقش جما
- وایولت مک‌گرا در نقش کیدی
- رونی چنگ در نقش دیوید لین
- ایمی دانلد در نقش «مِگان»
- جنا دیویس در نقش «مِگان» (صدا)
- برایان جردن آلوارز در نقش کول
- جن ون اپس در نقش تِس
- جک کسیدی در نقش براندون
- لوری دانگی در نقش سلیا
- امی آشروود در نقش لیدیا
- استفان گارنو مونتن در نقش کرت
- آرلو گرین در نقش رایان
- کیرا جوزفسون در نقش آوا

## تولید

### توسعه و نویسندگی
در ژوئیه ۲۰۱۸، هالیوود ریپورتر اعلام کرد که تولید یک «فیلم ترسناک تکنو» با نام «M3GAN» توسط جیمز وان و جیسون بلام در حال انجام است. حضور جرارد جانستون به‌عنوان کارگردان تأیید شد و آکلا کوپر فیلمنامه و داستان را با وان نوشت. ایدهٔ فیلم از اتامیک مانستر پروداکشنز از وان گرفته‌شد، که داستان عروسک‌های قاتل را دنبال می‌کرد. اگرچه فیلم آنابل (۲۰۱۴) از وان همچنین دربارهٔ یک عروسک قاتل است، اما او گفت: «این مفهوم دربارهٔ استقبال بیش از حد از فناوری و تکیه بیش از حد بر آن است. و آنچه با فناوری اتفاق می‌افتد بسیار بد است. این تفسیری است در مورد جهانی که ما در آن زندگی می‌کنیم و به نظر مرتبط است». بلام اظهار داشت که این فیلم دارای عناصر کمدی سیاه خواهد بود که یکی از دلایل انتخاب جانستون برای کارگردانی است و گفت: «ما به شخصی نیاز داشتیم که بتواند هیجانات و صحنه‌ها را انجام دهد، اما رویکردی گستاخانه نیز داشته باشد». فیلم‌برداری قرار بود در اواخر سال ۲۰۱۸ آغاز شود.

### فیلم‌برداری
با بودجه ۱۲ میلیون دلاری، تصویربرداری اصلی در اوایل ژوئیه ۲۰۲۱ در لس آنجلس، کالیفرنیا و اوکلند، نیوزیلند آغاز شد. از حومه اوکلند برای دادن حسی به فیلم مانند «دنور، کلرادو» استفاده شد. فیلمبرداری در ماه بعد، در اواسط اوت، درست قبل از اینکه شهربندان کووید-۱۹ در نیوزیلند رخ دهد، به پایان رسید. پس از اینکه تدوین اصلی بیش از حد خشن تلقی شد، فیلم مجدداً در پس‌تولید فیلم‌برداری شد تا امتیاز «PG-13» را از انجمن سینمایی آمریکا به دست آورد.
ایمی دانلد به صورت فیزیکی «مِگان» را به تصویر می‌کشد در حالی که جنا دیویس صدای این شخصیت را ارائه می‌دهد. دانلد آماده‌سازی حرکتی را از جد بروفی و لوک هاکر دریافت کرد.

### جلوه‌های ویژه
آدرین موروت و کتی تسه از «استودیوی موروت اف‌ایکس» جلوه‌های آرایش ویژه‌ای را برای «مِگان» ارائه کردند. در مرحله پس‌تولید، عملکرد فیزیکی دانلد در نقش «مِگان» با جلوه‌های بصری دیجیتالی توسط استودیوی جلوه‌های ویژه «وتا اف‌ایکس» مستقر در نیوزلند، افزایش یافت، که امکان استفاده از ویژگی‌هایی مانند چشم‌های بزرگ مصنوعی و پوست صاف و عروسکی را فراهم کرد. جانستون در مورد طراحی «مِگان» اظهار داشت که «به دنبال الهام‌گرفتن از نمادهای دهه ۵۰ مانند آدری هپبورن، گریس کلی و کیم نواک بودم. اما همچنین می‌خواستم طبیعت‌گرایی دهه ۷۰ برای مقابله با طبیعت مصنوعی او باشد، بنابراین موهایش صد در صد پگی لیپتون گرفته شده‌اند.»

## انتشار
مگان نخستین بار در ۷ دسامبر ۲۰۲۲ در لس آنجلس نمایش داده شد، و سپس در ۶ ژانویه ۲۰۲۳ توسط یونیورسال پیکچرز در ایالات متحده شد. این فیلم در ابتدا برای انتشار در تاریخ ۱۳ ژانویه برنامه‌ریزی شده بود. ددلاین هالیوود پیش‌بینی کرده که این فیلم در نخستین اکران آخر هفته خود حدود ۱۷ میلیون دلار فروش داشته باشد.

### رسانه خانگی
مگان در ۲۴ فوریه ۲۰۲۳ در سرویس پخش پیکاک به نمایش درآمد؛ نسخهٔ دی‌وی‌دی و بلوری در ۲۱ مارس ۲۰۲۳ منتشر شدند و همه فرمت‌ها نسخهٔ بدون درجه‌بندی (Unrated) دریافت کردند.

## بازخورد

### فروش گیشه
تا تاریخ ۵ مارس ۲۰۲۳، مگان ۹۵ میلیون دلار در ایالات متحده و کانادا، و ۸۶ میلیون دلار در مناطقِ دیگر جهان به دست آورده‌است، که در مجموع فروش جهانیِ ۱۸۱ میلیون دلار را نشان می‌دهد.
در ایالات متحده و کانادا، مگان در ابتدا از ۳٫۵۰۹ سینما در آخر هفته افتتاحیه خود ۱۷ تا ۲۰ میلیون دلار فروش داشت. پس از کسب ۱۱٫۷ میلیون دلار در روز نخست (شامل ۲٫۷۵ میلیون دلار از پیش‌نمایش‌های پنجشنبه شب)، برآوردها به ۲۷٫۵ میلیون دلار افزایش یافتند. این فیلم برای اولین بار به ۳۰٫۲ میلیون دلار رسید و پس از آواتار: راه آب در جایگاه دوم گیشه قرار گرفت. این فیلم در آخر هفته دوم ۱۸٫۳ میلیون دلار فروش داشت و در رتبه دوم گیشه آن هفته باقی ماند. در طول سومین و چهارمین آخر هفته این فیلم ۹٫۷ میلیون دلار و ۶٫۴ میلیون دلار فروش کرد و به ترتیب در جایگاه‌های سوم و چهارم قرار گرفت.

### پاسخ انتقادی
در وبگاه جمع‌آوری نقد راتن تومیتوز، ٪۹۳ از ۳۰۰ بررسی منتقدان مثبت است، و میانگینِ امتیاز آن ۷٫۱/۱۰ است. اجماع این وبگاه چنین می‌نویسد: «مِگان بدون عذرخواهی در مورد سبک بچگانه اما بسیار سرگرم‌کننده خود، فیلم کمدی ترسناک نادری است که خنده‌های بی‌دردسر را مانند لرزها ارائه می‌کند.» این فیلم در متاکریتیک که از میانگین وزنی استفاده می‌کند، بر اساس نظر ۵۴ منتقدین امتیاز ۷۲ از ۱۰۰ را کسب کرده که نشان‌گر «نقدهای عموماً مطلوب» است. تماشاگرانی که توسط سینماسکور مورد بررسی قرار گرفتند به فیلم نمره متوسط «B» را در مقیاس «A+» تا «F» دادند، در حالی که مخاطبان پست‌ترک به آن ۳٫۵ از ۵ ستاره دادند.
اوون گلیبرمن از ورایتی مگان را چرخشی در ژانر ترسناک نامید که «حس سالمی از پوچ بودن خود دارد» و نوشت که این فیلم «به همه ما — یا حداقل، به تمام کسانی که هوش مصنوعی را به عنوان یک شکل واقعی از تعامل می‌دانند، طعنه می‌زند». دیوید رونی از هالیوود ریپورتر به ترتیب از اجرای فیزیکی و صوتی دانلد و دیویس و همچنین اجراهای جلوه‌های بصری استفاده شده برای به تصویر کشیدن مگان تمجید کرد. رونی نوشت که «لحظات شوک و ترس در فیلم و حتی یادداشت‌های هشداردهنده، با رگه لذت بخش طنز کمپینگ آن هرگز کم نمی‌شود.» کلاریس لاری از ایندیپندنت امتیاز ۴ از ۵ ستاره را به فیلم داد و نوشت: «تحت کارگردانی هوشمندانه و با روحیه جرارد جانستون، [...] این یک فیلم دقیق، طعنه آمیز و کاملاً بدجنس است. یک ترکیب کامل. ممکن است به اندازه فیلم بدخیم شوکه کننده نباشد، اما دقیقاً مانند تماشای دختران بدجنس است، اگر کسی به رجینا جرج یک چاقو و آرزوی مرگ داده باشد.»
پیتر برادشاو از گاردین به این فیلم امتیاز ۳ از ۵ ستاره اهدا کرد و آن را یک «فیلم بسیار لذت بخش» خواند و نوشت: «با اینکه مگان بدون شک مشتق شده است، [اما] لحظاتی از طنز ماهرانه در مورد عروسک‌ها به عنوان الگوهای سمی در آن وجود دارد. عروسک‌ها به‌عنوان تقلیدی از صمیمیت و حساسیت، و فناوری به‌عنوان آرام‌سازی شوم کودکان، که همان‌طور که در دوره ویکتوریا به کودکان گرایپ واتر الکلی می‌دادند، اکنون به آنها آی‌پد می‌دهند.» مگان ناوارو از بلادی دیسگاستینگ به‌طور مشابه افکت‌ها و کار اجرایی برای به تصویر کشیدن «مگان» را ستود و طنز فیلم را تحسین کرد، اما خط سیر روایت را «خوب تلگراف شده» خواند و افزود: «به جز چند لحظه ترس، یک محدودیت آشکار در سبک ترسناک آن وجود دارد.» امتیاز «PG-13» این فیلم همچنین میزان قتل‌ها را کاهش می‌دهد. کسانی که به دنبال چیزهای غیرمنتظره هستند، احتمالاً آن را در اینجا پیدا نخواهند کرد، اگرچه این باعث نمی‌شود که آن را کمتر سرگرم‌کننده بیابند.» برایان ترویت از یواس‌ای تودی به فیلم امتیاز ۳ ستاره از ۴ ستاره داد و همچنین جلوه‌های بصری و عناصر طنز آن را تحسین کرد. ای.ای. داود از Chron.com به وجود «برخی ایده‌های واقعی در فیلم» اشاره کرد و نوشت که «اگر فیلم به ندرت بسیار ترسناک باشد (صحنه‌های کشتار [...] فاقد تعلیق و هولناکی واقعی هستند)، اغلب مانند فیلمی کمدی ترسناک فوق‌العاده عمل می‌کند که سرگرمی آن بر روی جعبه‌ای اسباب‌بازی پر از تصاویر عروسک گران‌بها و سخنان کوتاه آن استوار است».
جیسون زینومن از نیویورک تایمز اشاره کرد که فیلم دارای «تعدادی از دیالوگ‌های پوچ» و «نتیجه‌گیری از طریق کتاب» است، اما لحن آن را تحسین کرد و نوشت که جانستون «به دنبال سکانس‌های تعلیق پیچیده یا ترس‌های واقعاً شدید نیست. در حالی که فیلم دارای نکاتی در مورد تفسیر اجتماعی در مورد نحوه استفاده والدین مدرن از فناوری برای برون سپاری خود است، اما فیلم آنقدر هوشمند است که هرگز خود را بسیار جدی نگیرد.» تایلر دوپ از درد سنترال امتیاز ۳ از ۵ ستاره را به فیلم داد و با ابراز تاسف از کمبود عناصر ترسناک آن انتقاد کرد و شخصیت‌های انسانی آن را به عنوان «تا حدودی دو بعدی» دانست، اما نوشت که عناصر کمدی آن «با تکمیل ساخت نهایی فیلم به یک نتیجه هیجان‌انگیز تبدیل شده است [و] باعث شد که فیلم ارزش وقتم را داشته باشد.» رندی مایرز از مرکوری نیوز به این فیلم امتیاز ۲ از ۴ ستاره داد و نوشت که «این فیلم با چند جامپ اسکر همراه است و خشونت خود را در حد «PG-13» حفظ می‌کند، اما نمی‌تواند ما را وادار کند به هیچ‌یک از انسان‌هایی که در مسیر «مگان» هستند اهمیت دهیم».
«مگان» به عنوان یک گی آیکان یا یک نماد عجیب و غریب توصیف شده است. اریک پیپنبورگ از نیویورک تایمز، او را به عنوان «[زنی] زرق و برق‌دار و وفادار، اما درهم‌وبرهم و گستاخ» توصیف می‌کند: «نوعی از زنان که مردان همجنسگرا از آنها محافظت می‌کنند». جک کینگ از جی‌کیو او را به عنوان یک نماد کوییر و «ساخته شده در کارخانه» توصیف کرد. آکلا کوپر، فیلمنامه‌نویس، در مصاحبه‌ای با مجله اس‌اف‌ایکس، وضعیت نماد همجنس‌گرا را به موتیف «خانواده پیدا شده» این فیلم نسبت داد، اگرچه آسیه افتخار از پینک نیوز آن را به کمپی بودن «مگان» نسبت داد.

## آینده
نیویورک تایمز در نوامبر ۲۰۲۲ گزارش داد که یونیورسال از چگونگی فیلم خشنود است و قصد دارد دنباله‌ای از آن بسازد.
پس از موفقیت فیلم در گیشه و نزد مخاطبین، این دنباله رسماً در دست ساخت قرار گرفت. همچنین اعلام شد، الیسون ویلیامز و وایولت مک‌گرا برای بازی در نقش جما و کیدی، آکلا کوپر برای نوشتن فیلمنامه و جیسون بلام و جیمز وان به عنوان تهیه‌کننده بازخواهند گشت. مگان ۲.۰ در ۲۷ ژوئن ۲۰۲۵ توسط یونیورسال پیکچرز اکران شد.
در ژوئن ۲۰۲۴، اعلام شد که اسپین‌آفی از مگان با عنوان سول‌میت (SOULM8TE) در حال توسعه است. کیت دولان بر اساس فیلمنامه‌ای که خودش نوشته بود، با داستانی از جیمز وان و اینگرید بیسو، برای کارگردانی قرارداد امضا کرد.